# Machito Ponce
Gustavo Marcelo Radaelli (Wilde, Buenos Aires; 31 de agosto de 1965), más conocido por su nombre artístico Machito Ponce, es un cantante y compositor argentino , el cual se inició como solista tras su salida de la banda argentina de pop y house The Sacados. Es conocido por re-versionar el éxito de la década de los 90's "Short Dick Man" (del grupo 20 Fingers con la rapera Gillette) y por ser coescritor de la canción "Más de lo que te imaginas".

## Trayectoria
Alentado por un productor, creó el personaje Machito Ponce para el cual fingió un acento centroamericano, artilugio con el cual obtuvo un éxito en la década de 1990.

Su primer éxito fue Short dick man, donde rapeaba en español sobre un tema cantado en inglés por Diamanda Turbin (nombre artístico de Vivi Pedraglio) -invitada habitual-, como si fuera una pelea. Esta fórmula se repetiría para el tema Lick It. A la par, empezó a hacer canciones con temas de actualidad como lo fue el tema Samantha dedicado a Samantha Farjat, testigo de una causa de drogas que involucró entre otros al por entonces mánager de Diego Maradona, Guillermo Coppola. También es el creador del tema Boca, un sentimiento, que fuera usado como un himno por la institución de Boca Juniors.

Tras años de estar fuera del circuito como Machito Ponce, volvió al ruedo con las fiestas retro a fines de la década del 2000.

En 2012, forma el grupo UPS! (United PopStars), junto a Lourdez (Ex Bandana - Grupo femenino de Popstars Argentina 2001), Emanuel N´Taka (Ex Mambrú - Grupo masculino de Popstars Argentina 2002), y King África.
Ese mismo año grabaron la versión en español del suceso en internet "Gangnam Style", nombrándolo "Soy Un Popstar", con Dario Barassi.

## Carrera paralela
Cuando el éxito empezó a menguar, Gustavo Radaelli -sin su apodo- se dedicó al rock sinfónico, donde integró la banda 70+20. Posteriormente formó La Rockestra, banda que sigue hasta la actualidad.

## Discografía
- 1995: Ponte a brincar
- 1996: Malas Costumbres